# Team Flexpoint
Team Flexpoint (UCI Code: FLX) is een Nederlandse wielerploeg voor vrouwen, die bestond tussen 2005 en 2009. Het team is genoemd naar hoofdsponsor Flexpoint. In 2005 en 2006 ging het team als Buitenpoort - Flexpoint Team (BFL) de weg op. Team Flexpoint was actief zowel op de weg als in het veldrijden.
Oud-wielrenner Jean-Paul van Poppel is aan de ploeg verbonden geweest als manager. Het team bestond voornamelijk uit Nederlandse rensters, zoals Mirjam Melchers, Iris Slappendel, Vera Koedooder, Loes Gunnewijk en in het laatste jaar ook de toen nog jonge Anna van der Breggen. Bekende buitenlandse rensters bij het team waren de Amerikaanse Amber Neben, de Zweedse Susanne Ljungskog, de Noorse Anita Valen, de Duitse Madeleine Sandig en de Deense Linda Villumsen.
Sponsor Flexpoint is in 2018 overgenomen door SD Worx, dat in 2020 co-sponsor en in 2021 t/m 2023 hoofdsponsor wordt van de wielerploeg Boels-Dolmans.

## Renners

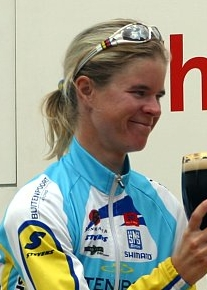
Susanne Ljungskog in 2005

| Naam                     | Geboortedatum | Nationaliteit       | Jaren                |
| ------------------------ | ------------- | ------------------- | -------------------- |
| Mirjam Melchers          | 26-09-1975    | Nederland           | 2005-2009            |
| Susanne Ljungskog        | 16-03-1976    | Zweden              | 2005-2009            |
| Amber Neben              | 18-02-1975    | Verenigde Staten    | 2005-2008            |
| Tanja Hennes             | 30-06-1971    | Duitsland           | 2005-2006            |
| Luise Keller             | 08-03-1984    | Duitsland           | 2005-2007            |
| Vera Koedooder           | 31-10-1983    | Nederland           | 2005-2006            |
| Lada Kozlikova           | 08-10-1979    | Tsjechië            | 2005                 |
| Camilla Larsson          | 31-01-1975    | Zweden              | 2005                 |
| Sandra Rombouts          | 29-09-1976    | Nederland           | 2005-2006            |
| Elisabeth van Rooij-Vink | 25-01-1973    | Nederland           | 2005-2006            |
| Linda Villumsen          | 09-04-1985    | Denemarken          | 2005-2006            |
| Annette Beutler          | 29-06-1976    | Zwitserland         | juni 2006 - mei 2007 |
| Madeleine Sandig         | 12-08-1983    | Duitsland           | 2006-2007            |
| Suzanne van Veen         | 03-10-1987    | Nederland           | 2006-2007            |
| Loes Gunnewijk           | 27-11-1980    | Nederland           | 2006-2009            |
| Loes Markerink           | 14-12-1985    | Nederland           | 2007-2009            |
| Trine Schmidt            | 03-06-1988    | Denemarken          | 2007-2009            |
| Iris Slappendel          | 18-02-1985    | Nederland           | 2007-2009            |
| Tessa van Nieuwpoort     | 30-12-1991    | Nederland           | 2007-2009            |
| Britt Jochems            | 05-23-1989    | Nederland           | 2007-2008            |
| Moniek Kleinsman         | 03-11-1982    | Nederland           | 2007 (vanaf 7 mei)   |
| Mie Bekker Lacota        | 10-11-1988    | Denemarken          | 2007                 |
| Saskia Elemans           | 11-03-1977    | Nederland           | 2007-2009            |
| Adriënne Snijder         | 09-08-1989    | Nederland           | 2008                 |
| Anita Valen              | 12-12-1968    | Noorwegen           | 2008                 |
| Elise van Hage           | 06-04-1989    | Nederland           | 2008                 |
| Suzanne van Veen         | 03-10-1987    | Nederland           | 2008                 |
| Elisabeth Braam          | 26-09-1984    | Nederland           | 2008-2009            |
| Jacobien Kanis           | 23-04-1989    | Nederland           | 2008-2009            |
| Bianca Knöpfle           | 04-01-1985    | Duitsland           | 2008                 |
| Anna van der Breggen     | 18-04-1990    | Nederland           | 2009                 |
| Nikki Harris             | 30-12-1986    | Verenigd Koninkrijk | 2009                 |

### Management
Jean-Paul van Poppel, Geert Broekhuizen, Klas Johansson, Ton Janssen, Jan de Jong

## Erelijst

### Kampioenschappen
2005
 Zweeds kampioene op de weg, Susanne Ljungskog
2006
 Wereldkampioene tijdrijden voor universitairen, Loes Gunnewijk
 Pan-Amerikaans kampioene tijdrijden, Amber Neben
 Europees kampioene tijdrijden voor beloften, Linda Melanie Villumsen
 Deens kampioene op de weg, Linda Melanie Villumsen
 Deens kampioene tijdrijden, Linda Melanie Villumsen
 Duits kampioene op de baan (puntenkoers), Madeleine Sandig
 Nederlands kampioene tijdrijden, Loes Gunnewijk
 Nederlands kampioene op de baan (ind. achtervolging), Vera Koedooder
 Nederlands kampioene mountainbike (marathon), Elsbeth Van Rooy-Vink
 Zweeds kampioene op de weg, Susanne Ljungskog
 Zweeds kampioene tijdrijden, Susanne Ljungskog
 Zwitsers kampioene op de weg, Annette Beutler
2007
 Deens kampioene tijdrijden, Trine Schmidt
 Deens kampioene op de baan (scratch), Trine Schmidt
 Deens kampioene op de baan (ind. achtervolging), Trine Schmidt
 Deens kampioene op de baan (ind. sprint), Mie Bekker Lacota
 Duits kampioene op de weg, Luise Keller
2008
 Wereldkampioene tijdrijden, Amber Neben
 Wereldkampioene op de weg voor universitairen, Elise Van Hage
 Wereldkampioene tijdrijden voor universitairen, Iris Slappendel
 Nederlands kampioene veldrijden, Mirjam Melchers-van Poppel
 Nederlands kampioene tijdrijden, Mirjam Melchers-van Poppel
 Noors kampioene tijdrijden, Anita Valen de Vries
 Noors kampioene op de weg, Anita Valen de Vries
2009
 Nederlands kampioene veldrijden (junior), Tessa van Nieuwpoort
 Deens kampioene op de baan (ind. achtervolging), Trine Schmidt

### Wereldbekers
2005
- Ronde van Vlaanderen 2005, Mirjam Melchers-van Poppel
- Castilla y León 2005, Susanne Ljungskog

2006
- Ronde van Vlaanderen 2006, Mirjam Melchers-van Poppel
- Open de Suède Vårgårda 2006, Susanne Ljungskog
- Wereldbeker baanwielrennen Sydney 2006, Vera Koedooder

### Etappewedstrijden
2005
- Tour de l'Aude, Amber Neben
- Holland Ladies Tour, Tanja Schmidt-Hennes
- Giro della Toscana, Susanne Ljungskog
- Ster Zeeuwsche Eilanden, Mirjam Melchers-van Poppel

2006
- Tour de l'Aude, Amber Neben
- Holland Ladies Tour, Susanne Ljungskog
- Route de France, Linda Villumsen
- Redlands Classics, Amber Neben

2007
- Tour de l'Aude, Susanne Ljungskog
- Route de France, Amber Neben
- Redlands Classics, Amber Neben
- Emakumeen Bira, Susanne Ljungskog

2008
- Tour de l'Ardèche, Susanne Ljungskog

27 etappezeges

### Klassiekers
2005
- Emakumeen Saria, Mirjam Melchers-van Poppel

2006
- Emakumeen Saria, Susanne Ljungskog

2007
- Omloop Het Volk, Mie Bekker Lacota
- GP Gerrie Knetemann

2008
- Grand Prix Stad Roeselare